# Llista de municipis del districte de Žarnovica
Llista de tots els municipis del districte de Žarnovica de la regió de Banská Bystrica.
Informació actualitzada per un bot. Els canvis manuals es perdran quan s'actualitzi!
| Escut | Municipi          | Població | Superfície km² | Densitat | Altitud | Codi postal                      | Codi territorial | Dades a Wikidata              |
| ----- | ----------------- | -------- | -------------- | -------- | ------- | -------------------------------- | ---------------- | ----------------------------- |
|       | Brehy             | 977      | 12,4           | 79,02    | 221     | 968 01 (pošta Nová Baňa)         | SK032C581607     | Modifica les dades a Wikidata |
|       | Hodruša-Hámre     | 1.992    | 46,1           | 43,17    | 260     | 966 61                           | SK032C516759     | Modifica les dades a Wikidata |
|       | Horné Hámre       | 690      | 19,7           | 35,07    | 272     | 966 71                           | SK032C516805     | Modifica les dades a Wikidata |
|       | Hrabičov          | 548      | 13,2           | 41,5     | 358     | 966 78                           | SK032C516813     | Modifica les dades a Wikidata |
|       | Hronský Beňadik   | 1.071    | 9,2            | 115,98   | 192     | 966 53                           | SK032C516830     | Modifica les dades a Wikidata |
|       | Kľak              | 168      | 22,8           | 7,37     | 650     | 966 77 (pošta Ostrý Grúň)        | SK032C516902     | Modifica les dades a Wikidata |
|       | Malá Lehota       | 791      | 22,8           | 34,64    | 596     | 966 42                           | SK032C517062     | Modifica les dades a Wikidata |
|       | Nová Baňa         | 6.841    | 61,3           | 111,68   | 442     | 968 01                           | SK032C517097     | Modifica les dades a Wikidata |
|       | Orovnica          | 513      | 14,2           | 36,01    | 325     | 966 52 (pošta Tekovská Breznica) | SK032C580546     | Modifica les dades a Wikidata |
|       | Ostrý Grúň        | 546      | 16,7           | 32,68    | 450     | 966 77                           | SK032C517119     | Modifica les dades a Wikidata |
|       | Píla (Žarnovica)  | 130      | 25,6           | 5,07     | 380     | 966 81 (pošta Žarnovica)         | SK032C517127     | Modifica les dades a Wikidata |
|       | Rudno nad Hronom  | 511      | 19,3           | 26,5     | 220     | 966 51                           | SK032C517232     | Modifica les dades a Wikidata |
|       | Tekovská Breznica | 1.201    | 29,8           | 40,29    | 215     | 966 52                           | SK032C517291     | Modifica les dades a Wikidata |
|       | Veľká Lehota      | 1.009    | 18,4           | 54,96    | 650     | 966 41                           | SK032C517330     | Modifica les dades a Wikidata |
|       | Veľké Pole        | 417      | 35,6           | 11,71    | 556     | 966 74                           | SK032C517348     | Modifica les dades a Wikidata |
|       | Voznica           | 640      | 17,2           | 37,25    | 220     | 966 81 (pošta Žarnovica)         | SK032C517356     | Modifica les dades a Wikidata |
|       | Žarnovica         | 5.576    | 30,4           | 183,43   | 252     | 966 81                           | SK032C517381     | Modifica les dades a Wikidata |
|       | Župkov            | 842      | 10,3           | 81,37    | 315     | 966 71                           | SK032C517399     | Modifica les dades a Wikidata |